# 野葱
野葱（学名：Allium chrysanthum）为葱科葱属的植物，为中国的特有植物。分布在中国的青海、甘肃、陕西、云南、西藏、四川、湖北等地，生长于海拔2,000米至4,500米的地区，多生在山坡及草地上，目前已由人工引种栽培。

## 别名
黄花韭